# Ronieco
Ronald Frank Padilla Adriano (Lima, 29 de mayo de 1971-ibidem, 12 de diciembre de 2021) conocido artísticamente como  Ronieco, fue un cantante, compositor, guitarrista, productor, profesor y músico peruano. Fue impulsor del movimiento grunge en el Perú cuando fundó el grupo Actitud Frenética, considerado como la primera banda grunge del Perú, en la década de los 90.

## Biografía
Nació en Lima el 29 de mayo de 1971. Estudió en el colegio de Jesuitas San Francisco Javier de Breña.
Al salir del colegio estudió Economía en la Universidad Pacífico y se dedicó a la música, donde fundó la banda Actitud Frenética en la década de los 90, considerada la primera banda grunge del Perú, en la cual fue vocalista y guitarrista,  donde formó parte junto con César «Chechitar» Contreras, Juan Chiú y Nilton Lazo. Con esa banda publicó tres discos: Represión en las calles (1992), Puede ser (1995) y Saca bien (1997).
Su apodo proviene de un sueño en el que se le aparece Juaneco, donde lo bautiza como tal.
Durante los inicios de los 2000, los integrantes de Actitud Frenética decidieron tomar distintos caminos profesionales. En ese tiempo, Padilla crea el sello Producciones Sicodélicas. En 2002 sacó el disco Sacando recontra bien.
Además de Actitud Frenética, Padilla fundó otras bandas como Ronieco y los Combonautas, Ronny Vainilla y sus Cometas, entre otros. También realizaba conciertos en el distrito de San Miguel y apoyaba a bandas emergentes.
Años antes de fallecer, ganó notoriedad en las redes sociales, debido a su fanatismo por John Lennon, al cual le rendía tributo, y llegó a ser considerado como el John Lennon peruano. A su vez fue criticado por su estilo.
A finales de 2020, con su banda solista pública su último disco, llamado Ciudad Gaa!!, donde se incluyen canciones como «Rock en cuarentena», «Siempre» y «Pobre ser infeliz». En mayo del 2021, anuncio el lanzamiento del disco Inkarri con Actitud Frenética, después de 24 años sin sacar material.
Falleció de una pancreatitis aguda el 12 de diciembre de 2021. Un día antes ya había solicitado apoyo a sus seguidores para conseguir una cama hospitalaria.

## Discografía

### Álbumes con Actitud Frenética
- 1992: Represión en las calles
- 1995: Puede ser
- 1997: Saca bien
- 2021: Inkarri

### Álbumes en solitario
- 2001: Sacando Recontrabien
- 2020: Ciudad Gaa!!
- 2021: Tantra Rock

### Singles & EPs
- 2010: Psicodelia Perú
- 2021: El Ritmo Del Tantra Rock
- 2021: Su Propia Pelea